# Samson H. Chowdhury
Samson H. Chowdhury (Bengaals: স্যামসন এইচ চৌধুরী - 25 september 1925 – 5 januari 2012) was een Bengaals zakenmagnaat. Hij was de bestuursvoorzitter van Square Pharmaceuticals. Van 1985 tot 1990 was hij tevens vice-president van de Baptist World Alliance.